# Agonia de Doha
A "Agonia de Doha" (também conhecida por "Milagre de Doha" na Coreia do Sul (em coreano: 도하의 기적, romanizado: Dohaui gijeok) ou "Tragédia de Doha" no Japão (em japonês: ドーハの悲劇, romanizado: Dōha no higeki) foi um evento futebolístico ocorrido no dia 28 de outubro de 1993 no Al-Ahli Stadium, em Doha, capital do Catar.
No jogo, envolvendo as seleções do Japão e do Iraque, os japoneses estavam com a classificação garantida para a Copa do Mundo FIFA de 1994 até os 45 minutos de jogo, quando o iraquiano Jaffar Omran Salman marcou um gol de empate, tirando a vaga do Japão.

## Contexto
A fase final das eliminatórias asiáticas para a Copa do Mundo de 1994 reuniu em um grupo final, além de Iraque e Japão, as seleções da Coreia do Sul, Arábia Saudita, Irã e Coreia do Norte. Sauditas, sul-coreanos, iranianos e japoneses eram os favoritos à vaga, com os iraquianos correndo por fora na disputa por duas vagas asiáticas na Copa de 1994. Todas as partidas foram disputadas em Doha, a maioria no Khalifa International Stadium - na última rodada, as Coreias se enfrentariam no Qatar SC Stadium, Japão e Iraque jogariam no Al-Ahli Stadium.
Restando o último jogo da fase eliminatória asiática, a Coreia do Norte já estava eliminada matematicamente.